# Santo Antônio da Platina
Santo Antônio da Platina város Brazília Paraná államában.

## Földrajz
A város az állam székhelyétől, Curitibától 370 km-re, São Paulótól 400 km-re fekszik.

## Történelem
A települést a 19-20. század fordulóján alapították. 1914-ben lett önálló.

## Népesség
A település népességének változása:
| Lakosok száma | 39 943 | 42 707 | 46 251 | 46 503 | 44 369 |
|               | 2000   | 2010   | 2020   | 2021   | 2022   |

## Fordítás
- Ez a szócikk részben vagy egészben a Santo Antônio da Platina című portugál Wikipédia-szócikk ezen változatának fordításán alapul.  Az eredeti cikk szerkesztőit annak laptörténete sorolja fel. Ez a jelzés csupán a megfogalmazás eredetét és a szerzői jogokat jelzi, nem szolgál a cikkben szereplő információk forrásmegjelöléseként.